# Dorian Electra
Dorian Electra Fridkin Gomberg (Houston, 25 juni 1992) is een Amerikaanse singer-songwriter. Electra is genderfluïde en gebruikt de voornaamwoorden die en hen (they/them in het Engels). Hun muziek bevat veel queere en drag-gerelateerde elementen en wordt omschreven als hyperpop, maar bevat ook rock- en metalinvloeden.

## Biografie
Electra werd geboren in een artistiek Joods gezin in Houston: hun ouders speelden samen in een rockband en hun moeder is kunstenares en juwelenontwerpster. Na de scheiding van hun ouders, kwam Electra's moeder uit de kast als lesbienne. Electra ging naar een Montessorischool en richtte hier als tiener een filosofieclub op.
De eerste liederen die Electra schreef en uitbracht, gingen ook over filosofie. Zo schreef hen onder meer over filosoof René Descartes en over gedachte-experimenten met hersenen in een vat. Electra bracht in 2010 hun eerste muziekvideo I'm in love with Friedrich Hayek uit. Later kreeg hen een baan bij Refinery29, een entertainmentwebsite gericht op vrouwen die onderdeel is van VICE. Hier maakte Electra meerdere feministische muziekvideo's. Onder meer de geschiedenis van vibrators, hoge hakken en de clitoris kwam hierin aan bod.
In 2019 kwam Electra's debuutalbum Flamboyant uit nadat een jaar daarvoor al drie singles van dit album werden uitgebracht. Flamboyant focust op mannelijkheid en mannelijke stereotypen en zowel de liedteksten als de muziekvideo's bevatten veel campy parodie- en satire-elementen. Electra draagt in elke video een getekende potloodsnor. Een jaar later werd Electra's tweede album My Agenda uitgebracht. Ook dit album gaat ook over mannelijkheid, maar de muziek focust hier meer op toxische masculiniteit, hypermasculiniteit en de relatie tussen deze fenomenen en homo-erotiek. Zo worden bijvoorbeeld incels en de altright-beweging belachelijk gemaakt. Voor dit album werkte Electra samen met onder andere Rebecca Black, Pussy Riot en Village People.
Met Electra's derde album Fanfare uit 2023 werd er een nieuwe richting ingeslagen. De focus ligt niet meer op mannelijkheid en in de muziekvideo's draagt Electra geen potloodsnor meer. Fanfare gaat over fandom en de sociale dynamieken omtrent bekendheid die door internet en sociale media aan continue veranderingen onderhevig zijn.